# Exochomus bisbinotatus
Exochomus bisbinotatus es una especie de escarabajo del género Exochomus, categorizada en la tribu Chilocorini, de la subfamilia Chilocorinae. Fue descrita por Gorham en 1894.

## Descripción
Es negro uniformemente, claro a los lados, con manchas claras y redondeadas.

## Distribución
Se distribuye por América: México, Honduras y Guatemala.